# Mülligen
Mülligen (toponimo tedesco) è un comune svizzero di 1 108 abitanti del Canton Argovia, nel distretto di Brugg.

## Società

### Evoluzione demografica
L'evoluzione demografica è riportata nella seguente tabella:
Abitanti censiti

## Amministrazione
Ogni famiglia originaria del luogo fa parte del cosiddetto comune patriziale e ha la responsabilità della manutenzione di ogni bene ricadente all'interno dei confini del comune.